# Lirone (fiume)

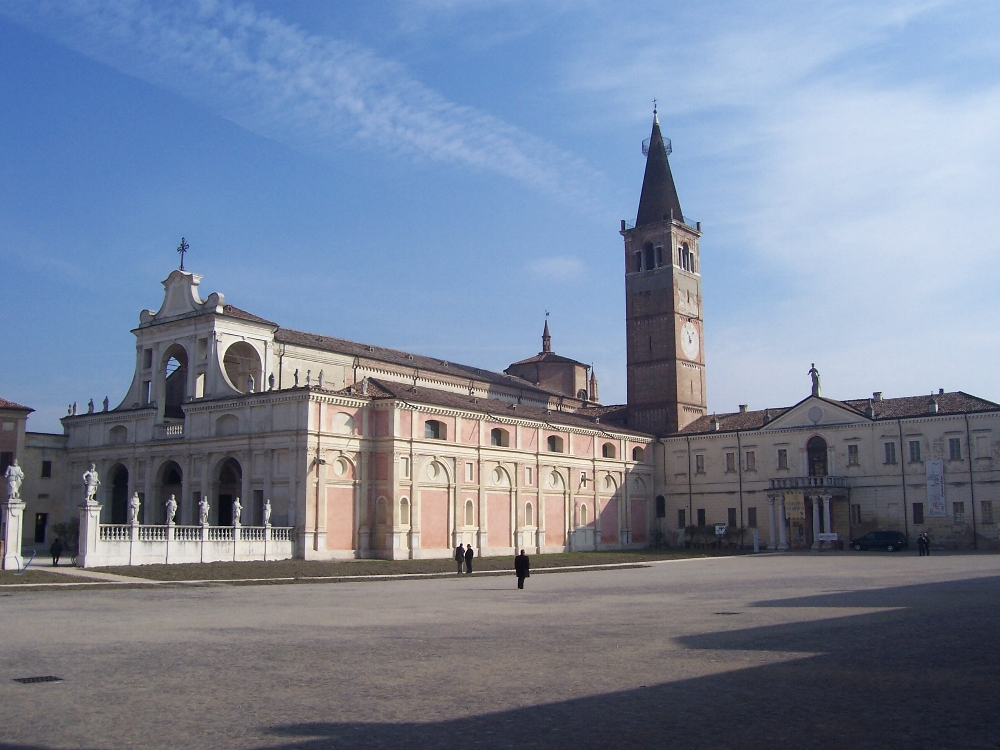
San Benedetto Po, Abbazia di Polirone.

Il Lirone (Largione o Larione) era un fiume, ora scomparso a seguito delle opere di bonifica, della provincia di Mantova.
Noto anche come Padus novus, era un ramo del fiume Po (forse una congiunzione tra Oglio e Po), sulla cui isola (tra i fiumi Po e Lirone) di Mauritola ("luogo delle more") a San Benedetto sorgeva alla fine del X secolo  una cappella dedicata a San Benedetto e sulla quale verrà in seguito fondata, da Tedaldo di Canossa, l'abbazia di Polirone.